# 七年级
七年级（7th Grade）是中学教育的第一个年级，相当于中国大陆的“初一”，在台湾也稱国一，在日本、韓國、香港称做中一以及在北美称做七年级。

## 課程
由于在北美没有对教育有明确的规定，有些时候7年级是纳入小学的一年，也有时候七年级是初中的第一年。七年级的課程通常都比六年级艱深，但亦有一些是重溫小學所學的內容。
在中国大陸的大部分地區，七年级是初中教育的第一年（上海市等部分採用“五四制”的地區為第二年），因此七年级比六年级难了很多。在香港，由於部份中學使用英語教學，而絕大部份小學以中文（粵語）作為教學語言，學生升上中一後，適應上可能出現問題。在台灣推行12年國教後，國一皆已稱為七年級。

## 其他含義
在台灣學制改制後才有七年級生(舊學制同等年級稱為國中一年級生)，民間大多數人尚無七年級學生說法，僅有國中生。台灣民間稱謂七年級生，乃泛指在民國70-79年，即1981-1990年(中國同年代出生泛稱為八零後）出生的人。